# 聾
聾（deafness）又稱耳聾、失聰、聾症，或聽覺障礙（聽障），是一种听力学疾病、聽力障礙，通常是指無法聽到聲音或聽力受損的人。具重度听力损失使人无法理解口语。“失聰”一詞近似“失聽”，但為更嚴重的听力减退，完全沒有或幾乎沒有聽力。
聾可以由多種原因引起，包括遺傳、疾病、藥物毒性、傷害、年齡等。聾的嚴重程度可以根據患者的聽力水平來分類，從輕度聽損到深度聾都有可能。有些聾患者可能可以透過助聽器、人工耳蝸等輔助性聽力設備恢復聽力，但有些聾患者可能需要學習手語或使用其他溝通方式。
在不同的文化和社會中，聾人的地位和權利也有所不同。在一些國家，聾人可以享受與非聾人相同的權利和機會，包括教育、就業、旅遊等。一些聾人也活躍於藝術、運動、社區服務等領域，展現出自己的才華和貢獻。
為了促進聾人權益和社會融合，許多國家和地區都成立了聾人組織和社群，提供支持、培訓和社交活動等。此外，一些政府和非政府組織也致力於推廣手語、聾人文化和聾人教育等領域，增進公眾對聾人的理解和尊重。
在漢字中，聾是一種形聲字，是指無法聽到聲音的狀態。《說文解字．耳部》：「聾，無聞也。」、「从耳龍聲」。《左傳．僖公二十四年》：「耳不聽五聲之和為聾。」
在英语世界中，deaf的派生词deafness，在文化和医学语境下有着不同的定义。其词根“deaf”（形容词），在作听觉状况标示时，字母d为小写；“Deaf”（名词）用在聋人文化，则用來說明主要靠著手語溝通的人士，不论其听力如何，首字母D为大写，并在言语和手势上称为“大D Deaf”。因此，英语 Deaf 可包括文化性聋者（使用手语的健听人），如聋人子女。

## 醫學層面

耳聾與聽力減退的國際標誌

醫學層面的聾定義為即使在音量有放大的情形下，仍無法理解其他人說話的情形。若是嚴重的耳聾，即使用測量聽力用的聽力計以最大音量產生聲音，也無法聽到。若是完全耳聾，不管用什麼方式產生聲音，聲音是否有放大，都無法聽到聲音。
以神經學的觀點，腦部處理語言的部位不會隨聽力有無而改變，大腦的左腦半球可以處理語言，包括手語以及口說的語言。
耳聾可以分為四類：傳導性耳聾、感覺神經性耳聾、混合型耳聾和聽神經病變譜系異常。這些疾病都會影響人的聽覺，使其無法正確的聽到聲音。這四類疾病的差異是在耳部受損的部位不同。若要再進一步區分：听力减退有幾種不同的程度：依CDC的定義，第一級是輕度听力减退，是指可以聽到噪音，但不容易聽到較柔和的聲音。第二級是中度听力减退，幾乎聽不到其他人在面前，以正常音量所說的話。第三級是重度听力减退，若用正常音量說話，完全聽不到，若用較大聲的音量說話，只能聽到一點聲音。最後一種極重度听力减退，只能聽到非常大的聲音，其他的聲音都聽不到。
全世界有上百萬人有听力减退的問題。收入和计划参与调查（Survey of Income and Program Participation，SIPP）指出，美國聽障的人大於5%。對於聽障的人，有許多可以輔助其生活的方案，例如將其電話、鬧鐘的提示由聲音改為閃光，以達到警示作用。人工耳蜗是聽障者的另一选项，其为需要手術植入的裝置，可以刺激耳蜗神经以帮助患者听清楚。此外，双耳重度感音神经性聋者，助听器已无效，必须植入人工耳蜗以帮助那些理解语言有困难的听障者。

## 文化層面

Arnaud Balard設計的聋人社群旗幟

聋人文化是以手語為母語，關係緊密的文化認同群體，而且其實踐社會規範和文化規範的方式不同於有一般聽力的人（聽人）。不是所有在醫學上或法律上耳聾的人就自動納入此一群體，有一般聽力的人也有可能算在此一群體內。依照Baker和Padden的定義，聋人文化包括「所有自認為屬於大D Deaf社群，且社群也接受此人成為成員的人」，像是有正常聽力，但可以用手語溝通的聾人子女。聋人文化包括了因為耳聾而影響，或是以手語為主要溝通媒介的社會信念、行為、藝術、文學傳統、歷史、價值觀和社群慣例。大D Deaf社群的成員會將耳聾視為是人類體驗的差異，而不是身心障礙或疾病。
世界上有許多非政府組織已設立計劃，希望縮小開發中國家的聾人和一般聽力人士之間的差距。Quota國際組織的總部在美國，在菲律賓有許多的教育計劃，已開始在萊加內斯聾人資源中心為聾人兒童提供免費的教育。Sounds Seekers British組織提供聽力維持的技術，目的是要協助一些難以到達地區的聾人。日本財團（Nippon Foundation）支持高立德大學（Gallaudet University）及美國聾人科技學院的學生，提供國際學生的獎學金計劃，鼓勵學生成為未來聾人社群的領袖。中國最早的聾啞學校是1887年（光绪十三年）米尔斯夫妇在山東登州的“启喑学馆”，经费由美国长老教会提供。

## 歷史
在許多古代文化中，聾人被視為弱勢群體，通常被排斥在主流社會之外。然而，在某些文化中，聾人也被尊重並受到禮遇。例如，希臘哲學家柏拉圖曾描述過一個聾人社區的存在，這個社區的聾人們在學習語言和哲學方面都很有才華。
目前已知最早的手語記錄出自柏拉图在西元前5世紀所著的《克拉底魯篇》。柏拉图在correctness of names的對話中提到：「若我們沒有聲音或是言語，但還是要和其他人溝通，我們不是應該要和聾啞者一樣，用手、頭及身體其他部位的動作來示意嗎？」。柏拉图認為聾人先天即有語言的智慧，這想法和他的學生亞理斯多德不同，亞理斯多德認為：「天生沒有聽覺的人最後會沒有知覺，也無法理解。」並且他認為：「沒有聽力的人不可能有能力理解。」
柏拉图的論點在不同時代引發討論。在聾人歷史上，最重要的一個事件是手語的發展，17世紀，手語拼寫法開始出現。也出現許多聾人教育論述，例如Juan Pablo Bonet 1620年在馬德里所著的《為教育聾人說話而精簡字母》（Reducción de las letras y arte para enseñar a hablar a los mudos，英文為Reduction of letters and art for teaching mute people to speak），以及George Dalgarno在1680年所著的《聾啞人導師》（Didascalocophus, or, The deaf and dumb mans tutor）。手語是聾人社區中主要的溝通工具，並在不同的地區發展出不同的手語系統。手語的發展也推動了聾人社區的發展，使他們能夠更好地互相交流和理解。然而，聾人社區仍然面臨著許多挑戰，例如缺乏適當的教育和職業機會，以及面對主流社會的歧視和誤解。
法國慈善教育家夏爾-米歇爾·德·歐佩開設了Institut National de Jeunes Sourds de Paris，是全世界第一個免費的聾人學校。學校在1791年獲得了政府的認可，名稱改為Institution Nationale des Sourds-Muets à Paris。此一學校引發了美國成立美國聾人學校，是美國最古老的聾人永久學校，也間接的促成高立德大學，全世界第一個為聽障及聽力減退學生所辦的高等學校，目前為止，此校也是唯一所有課程及服務都為聽障及聽力減退學生特別設計的學校。

## 外部連結
- 中華民國聾人協會 （页面存档备份，存于）
- 中華民國聽障者體育運動協會 （页面存档备份，存于）
- 中華民國聽障人協會 （页面存档备份，存于）
- 香港中文大學手語及聾人研究中心 （页面存档备份，存于）
- 香港聾人協進會 （页面存档备份，存于）
- 澳門聾人協會 （页面存档备份，存于）
- 龍耳 （页面存档备份，存于）